# モレオン (ドゥー＝セーヴル県)
モレオン （Mauléon）は、フランス、ヌーヴェル＝アキテーヌ地域圏、ドゥー＝セーヴル県のコミューン。

## 地理
モレオンは国道249号線途上に位置し、ショレとブレシュイールから20分の距離である。ドゥー＝セーヴル県最北西部のコミューンであり、メーヌ＝エ＝ロワール県およびヴァンデ県と境界を接している。

## 歴史
モレオンは、ウアン川谷に囲まれた岩の露頭の上にある。そこはガイヤール山と向かい合っており、モレオンのサン・ジュアン地区にあたる。
1080年、トリニテ修道院の古い勅許状にモレオンの名が現れる。
モレオンは同名のモレオン家の本拠地だった。モレオン家で最も知られるのはサヴァリー1世（fr）である。彼はポワトゥーのセネシャルであり、トルバドゥール、詩人、コルセア、そして町の貸借人であった。特筆すべきは、1205年に彼がジョン欠地王のためニオールを攻略したことである。
13世紀、モレオンはトゥアール子爵領に属しており、その後15世紀にはアンボワーズ家、そしてその相続人であるラ・トレモイユ家が所有した。
戦略的な位置にあったモレオンは、ユグノー戦争で激しく争われた。1587年、アンリ・ド・ナヴァールはモレオンを攻略した。その後町は2度、カトリック派、そしてユグノー派に占領された。1642年、城はリシュリューの命令で解体された。
1716年、ラ・トレモイユ子爵はモレオン男爵領をフロスリエール公爵ジル・ド・グランジュに売却した。20年後、男爵領は再びアレクシス・ド・シャティヨン（ルイ15世の王太子の軍司令官）に売却された。彼は宮廷での自らの影響力を利用し、モレオンに自分の名を与え、公爵としての称号にちなみシャティヨン＝シュル＝セーヴル（Châtillon-sur-Sèvre）とした。セーヴルとは、町から8kmしか離れていないセーヴル・ナンテーズ川にちなんでいる。
1793年、シャティヨン＝シュル＝セーヴルは武装ヴァンデ（fr）の首都となり、ヴァンデ戦争の間1796年までその状態だった。
1965年2月15日、サン・ジュアン・スー・シャティヨン（Saint-Jouin-sous-Châtillon）およびシャティヨン＝シュル＝セーヴルが合併し、モレオンという古い地名のもとで単一のコミューンとなった。1973年1月1日より、サンタマン・シュル・セーヴル、ラ・シャペル・ラルジョー、ルブランド、ムラン、ロルテ、サントーバン・ド・ボービニェ、ル・タンプルがモレオンと合併した。サンタマン・シュル・セーヴルは1992年1月1日よりモレオンから分離し、再びコミューンとなっている。

## 人口統計
| 1968年 | 1975年 | 1982年 | 1990年 | 1999年 | 2007年 | 2009年 |
| ------ | ------ | ------ | ------ | ------ | ------ | ------ |
| 2660   | 8196   | 8445   | 8779   | 7326   | 7885   | 8093   |

参照元:1968年から1999年までは複数コミューンに住所登録をする者の重複分を除いたもの。2006年以降は当該コミューンの人口統計によるもの。1990年までEHESS/Cassini、以降INSEE。

## 史跡
- サント・トリニテ修道院 - 11世紀終わりに設立され聖アウグスティヌス戒律（fr）を採用する修道院は、瞬く間にこの地方の主要な宗教中心地となった。1540年まで修道士たちが定住していた。16世紀の宗教戦争で衰退は決定的となり、16世紀後半には数回略奪された。フランス革命後には廃墟となり、18世紀のヴァンデ戦争を逃れることはできなかった。
- サント・トリニテ教会 - 12世紀設立。16世紀の宗教戦争で廃墟となり、ヴァンデ戦争では火を放たれた。1793年にモーリス・ジゴ・デルベはサント・トリニテ教会内で反乱軍の総司令官に選出されている。19世紀に再建された。

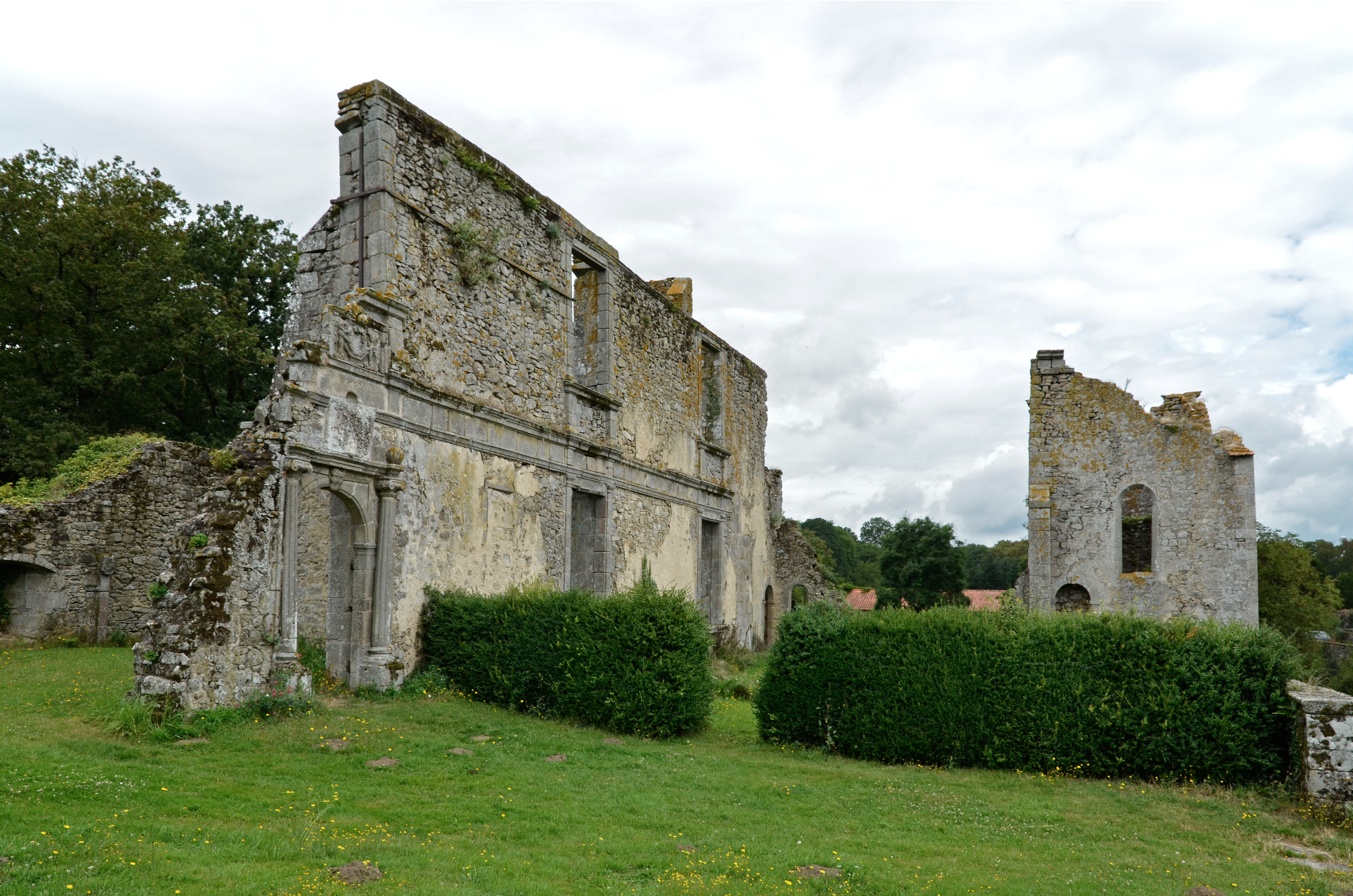
ラ・デュルブリエール城の廃墟
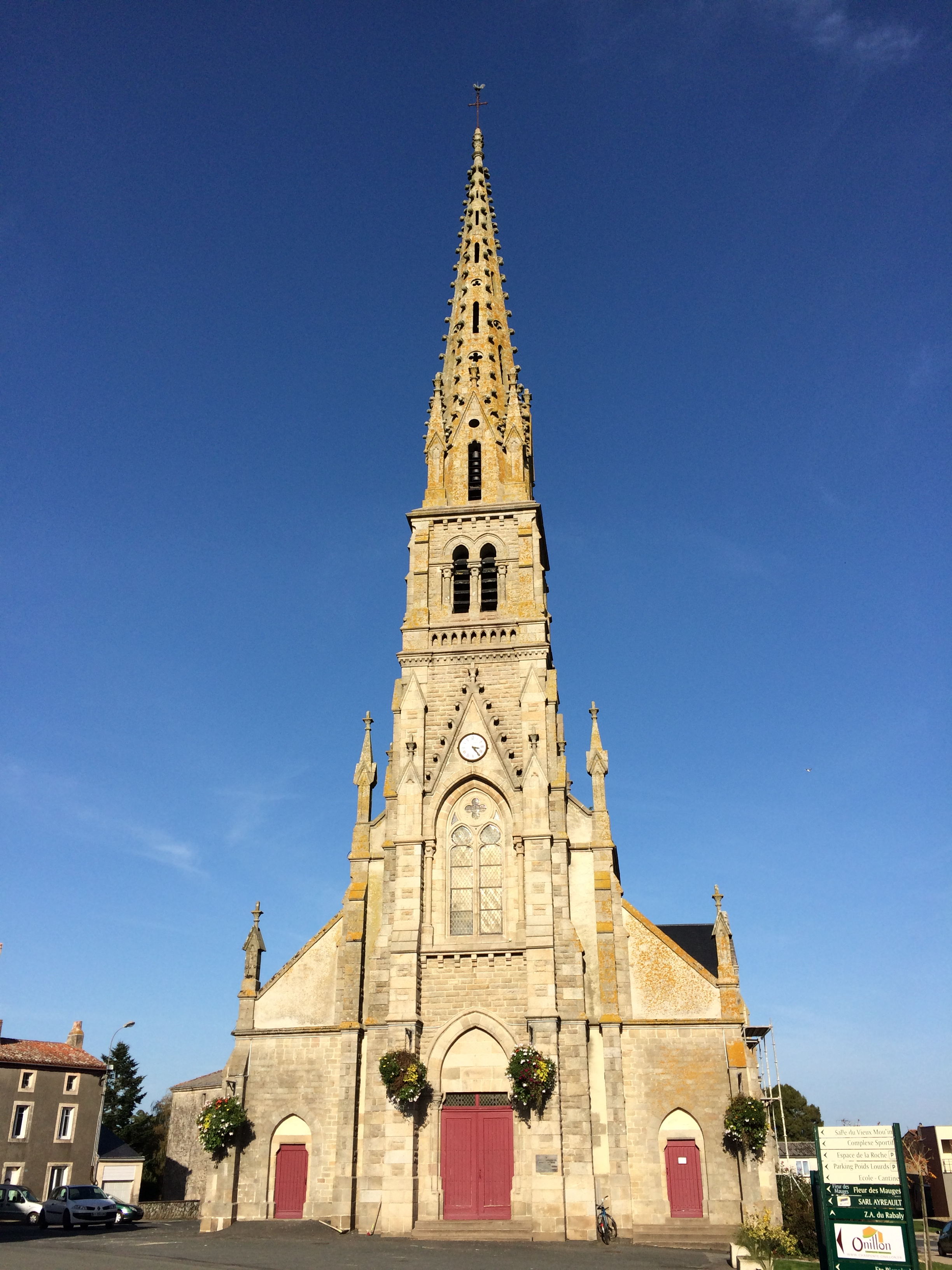
サントーバン・ド・ボービニェの教会
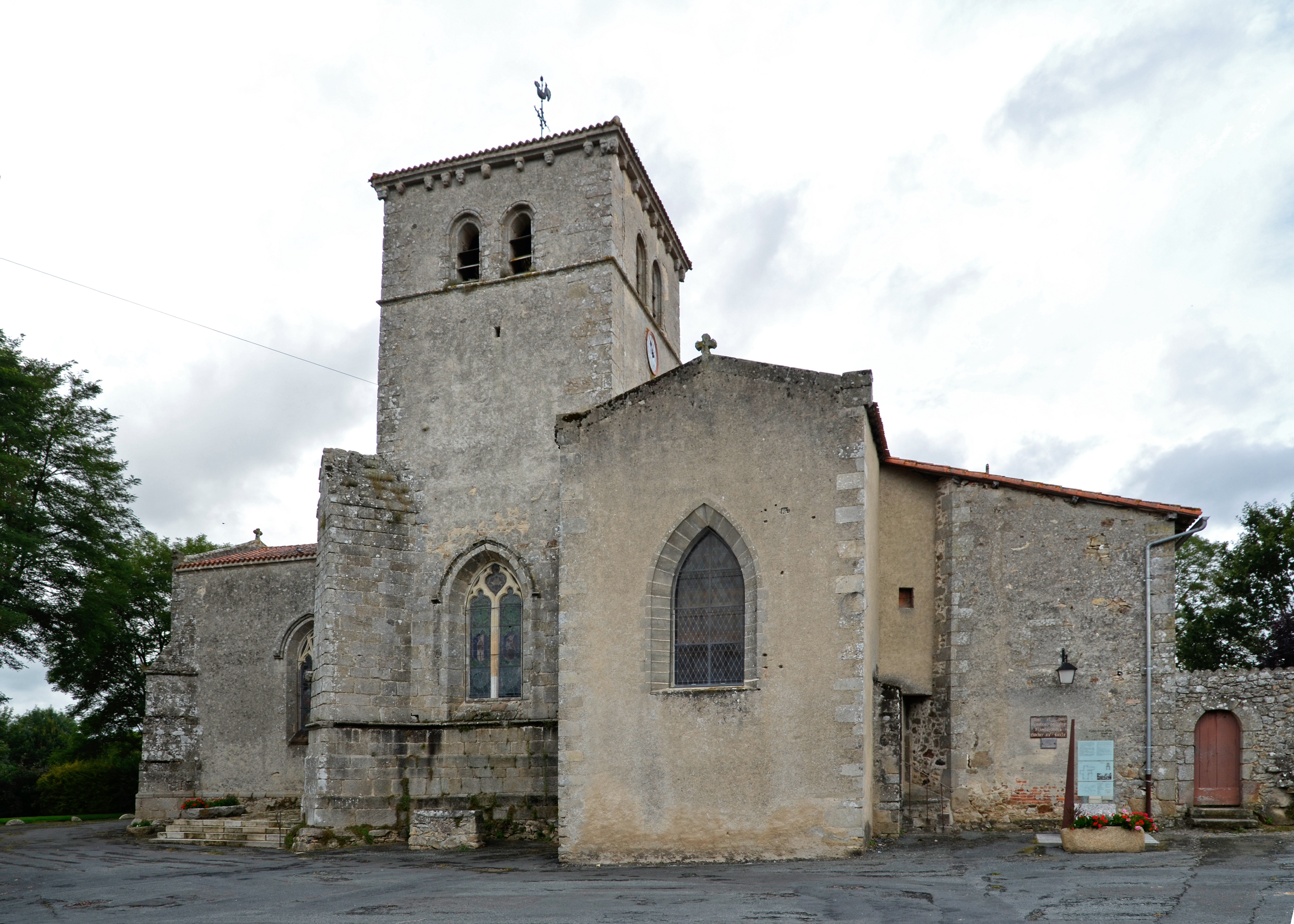
サン・ジュアン教会

## 姉妹都市
- キルケル、ドイツ

## 出身者
- アンリ・ド・ラ・ロシュジャクラン - サントーバン・ド・ボービニェにあるラ・デュルブリエール城で誕生。